# Magyar kitüntetések viselési sorrendje a 2023-as állapotnak megfelelően
A magyarországi rendjelek, kitüntetések, dísz- és emlékjelvények viselési sorrendje a 2013. évben a következő volt:
| Szalagszáv | Megnevezés                                                                                               |
| ---------- | --- |
|            | Magyar Szent István-rend (csak a nagykereszt fokozat lett újraalapítva)                                  |
|            | Magyar Becsület Rend                                                                                     |
|            | Magyar Érdemrend nagykeresztje a lánccal és az aranysugaras csillaggal                                   |
|            | Magyar Érdemrend nagykeresztje polgári tagozat                                                           |
|            | Magyar Érdemrend nagykeresztje katonai tagozat                                                           |
|            | Magyar Érdemrend parancsnoki keresztje a csillaggal polgári tagozat                                      |
|            | Magyar Érdemrend parancsnoki keresztje a csillaggal katonai tagozat                                      |
|            | Magyar Érdemrend parancsnoki keresztje polgári tagozat                                                   |
|            | Magyar Érdemrend parancsnoki keresztje katonai tagozat                                                   |
|            | Magyar Érdemrend tisztikeresztje polgári tagozat                                                         |
|            | Magyar Érdemrend tisztikeresztje katonai tagozat                                                         |
|            | Magyar Érdemrend lovagkeresztje polgári tagozat                                                          |
|            | Magyar Érdemrend lovagkeresztje katonai tagozat                                                          |
|            | Magyar Köztársasági Arany Érdemkereszt polgári tagozat                                                   |
|            | Magyar Köztársasági Arany Érdemkereszt katonai tagozat                                                   |
|            | Magyar Köztársasági Ezüst Érdemkereszt polgári tagozat                                                   |
|            | Magyar Köztársasági Ezüst Érdemkereszt katonai tagozat                                                   |
|            | Magyar Köztársasági Bronz Érdemkereszt polgári tagozat                                                   |
|            | Magyar Köztársasági Bronz Érdemkereszt katonai tagozat                                                   |
|            | 1956-os Emlékérem                                                                                        |
|            | 1956-os Emlékérem posztumusz                                                                             |
|            | Hazáért Érdemjel                                                                                         |
|            | Szövetségért Érdemjel                                                                                    |
|            | Sebesülési Emlékérem ötödik sebesülés                                                                    |
|            | Sebesülési Emlékérem negyedik sebesülés                                                                  |
|            | Sebesülési Emlékérem harmadik sebesülés                                                                  |
|            | Sebesülési Emlékérem második sebesülés                                                                   |
|            | Sebesülési Emlékérem első sebesülés                                                                      |
|            | Babérkoszorúval Ékesített Szolgálati Érdemjel                                                            |
|            | Szolgálati Emlékjel a NATO-csatlakozás Emlékére                                                          |
|            | Kardokkal ékesített Szolgálati Érdemjel aranyfokozata                                                    |
|            | Szolgálati Érdemjel aranyfokozata                                                                        |
|            | Honvédelemért Kitüntető Cím I. osztálya                                                                  |
|            | Aranykor Kitüntető Cím arany fokozata                                                                    |
|            | Magyar Hadisírgondozásért Kitüntető Cím I. osztálya                                                      |
|            | Kardokkal ékesített Szolgálati Érdemjel ezüst fokozata                                                   |
|            | Szolgálati Érdemjel ezüst fokozata                                                                       |
|            | Honvédelemért Kitüntető Cím II. osztálya                                                                 |
|            | Aranykor Kitüntető Cím ezüst fokozata                                                                    |
|            | Magyar Hadisírgondozásért Kitüntető Cím II. osztálya                                                     |
|            | Tiszti Szolgálati Jel Babérkoszorúval ékesített fokozata 40 év után                                      |
|            | Tiszti Szolgálati Jel I. fokozata 30 év után                                                             |
|            | Altiszti Szolgálati Jel Babérkoszorúval ékesített fokozata 40 év után                                    |
|            | Altiszti Szolgálati Jel I. fokozata 30 év után                                                           |
|            | Kardokkal ékesített Szolgálati Érdemjel bronz fokozata                                                   |
|            | Szolgálati Érdemjel bronz fokozata                                                                       |
|            | Árvízvédelemért Szolgálati Jel                                                                           |
|            | Első Tűzharcért Szolgálati Jel                                                                           |
|            | Katasztrófaelhárításért Szolgálati Jel                                                                   |
|            | Migrációs Válsághelyzet Kezeléséért Szolgálati Jel                                                       |
|            | NATO/EU/EBESZ/ENSZ-Szolgálati Érdemérem                                                                  |
|            | Békefenntartásért Szolgálati Jel (A szalag minden esetben megegyező, csak az ovális fémlapok változóak.) |
|            | Külszolgálatért Szolgálati Jel                                                                           |
|            | Katonadiplomáciai Szolgálatért Szolgálati Jel                                                            |
|            | Honvédelemért Kitüntető Cím III. osztálya                                                                |
|            | Aranykor Kitüntető Cím bronz fokozata                                                                    |
|            | Magyar Hadisírgondozásért Kitüntető Cím III. osztálya                                                    |
|            | Tiszti Szolgálati Jel II. fokozata 20 év után                                                            |
|            | Altiszti Szolgálati Jel II. fokozata 20 év után                                                          |
|            | Tiszti Szolgálati Jel III. fokozata 10 év után                                                           |
|            | Altiszti Szolgálati Jel III. fokozata 10 év után                                                         |
|            | Legénységi Szolgálati Jel Babérkoszorúval ékesített fokozata 40 év után                                  |
|            | Legénységi Szolgálati Jel I. fokozata 30 év után                                                         |
|            | Legénységi Szolgálati Jel II. fokozata 20 év után                                                        |
|            | Legénységi Szolgálati Jel III. fokozata 10 év után                                                       |
|            | Független Demokratikus Magyarországért                                                                   |

- Katonai szalagsávsor rendjelek[1]